# Gabriel Cullaigh
Gabriel Cullaigh (ur. 8 kwietnia 1996 w Holmfirth) – brytyjski kolarz szosowy i torowy.

## Osiągnięcia

### Kolarstwo szosowe
Opracowano na podstawie:

2013
- 2. miejsce w mistrzostwach Wielkiej Brytanii juniorów (start wspólny)

2015
- 1. miejsce na 1. etapie Grand Prix Priessnitz spa

2016
- 3. miejsce w Gandawa-Wevelgem U23
- 3. miejsce w mistrzostwach Wielkiej Brytanii U23 (jazda indywidualna na czas)

2018
- 1. miejsce na 1. i 6. etapie Volta ao Alentejo
- 1. miejsce w Rutland-Melton International Cicle Classic
- 3. miejsce w Gran Premio della Liberazione

2019
- 1. miejsce na 3. etapie Volta ao Alentejo
- 2. miejsce w Rutland-Melton International Cicle Classic

### Kolarstwo torowe
Opracowano na podstawie:
2014
- 2. miejsce w mistrzostwach Europy juniorów (wyścig drużynowy na dochodzenie)
- 3. miejsce w mistrzostwach Europy juniorów (wyścig punktowy)
- 2. miejsce w mistrzostwach Europy juniorów (scratch)

## Rankingi

### Kolarstwo szosowe
| Rok             | 2015 | 2016 | 2017  | 2018 | 2019  | 2020 | 2021 |
| --------------- | ---- | ---- | ----- | ---- | ----- | ---- | ---- |
| World Ranking   |      | 886. | 2521. | 578. | 1160. | -    | 505. |
| UCI Europe Tour | 600. | 569. | 1640. | 335. | 819.  | -    | 408. |
|                 |      |      |       |      |       |      |      |
| Źródło: UCI     |      |      |       |      |       |      |      |